# Liste der Landschaftsschutzgebiete im Landkreis Grafschaft Bentheim
Die Liste der Landschaftsschutzgebiete im Landkreis Grafschaft Bentheim enthält die Landschaftsschutzgebiete des Landkreises Grafschaft Bentheim in Niedersachsen.
| Bild          | Nummer        | Bezeichnung des Gebietes     | Fläche in Hektar | WDPA-ID | Koordinaten | Datum der Verordnung |
| ------------- | ------------- | ---------------------------- | ---------------- | ------- | ----------- | -------------------- |
|               | LSG NOH 00001 | Gut Lage                     | 191,30           | 321271  | Position    | 1977                 |
|               | LSG NOH 00002 | Paradies Kleinringe          | 45,00            | 323619  | Position    | 1979                 |
|               | LSG NOH 00003 | Lamberg                      | 24,00            | 322395  | Position    | 1979                 |
|               | LSG NOH 00004 | Emstal                       | 3433,00          | 320638  | Position    | 1981                 |
| Wilsumer Moor | LSG NOH 00006 | Wilsumer Moor                | 48,00            | 325899  | Position    | 1982                 |
|               | LSG NOH 00007 | Wacholderhain Kloster Bardel | 10,00            | 325483  | Position    | 1989                 |
|               | LSG NOH 00008 | Uelsener Berge               | 3238,50          | 325260  | Position    | 1995                 |